# Copa Africana de Naciones Sub-20 2019
La Copa Africana de Naciones Sub-20 de 2019 fue la 21.ª edición del torneo internacional bienal de fútbol sub-20 organizado por la Confederación Africana de Fútbol (CAF). El campeonato se llevó a cabo en Níger del 2 al 17 de febrero de 2019.
Los cuatro mejores equipos del torneo clasificaron para la Copa Mundial de Fútbol Sub-20 de 2019 en Polonia como representantes de la CAF.

## Equipos participantes
| Equipos participantes | Equipos participantes | Equipos participantes | Equipos participantes | Equipos participantes |
| --------------------- | --------------------- | --------------------- | --------------------- | --------------------- |
| Níger                 | Burkina Faso          | Burundi               | Senegal               |                       |
| Nigeria               | Malí                  | Sudáfrica             | Ghana                 |                       |

## Sedes
| Niamey                                           | Níger         | Maradi                              |
| ------------------------------------------------ | ------------- | ----------------------------------- |
| Estadio General Seyni Kountché Capacidad: 35 000 | Niamey Maradi | Estadio de Maradi Capacidad: 10 000 |
|                                                  | Niamey Maradi |                                     |

## Sorteo
El sorteo se realizó el 13 de diciembre de 2018 a las 21:00 WAT (UTC+1) en el Centro Técnico de La Fenifoot en Niamey, Níger. Los ocho equipos fueron sorteados en dos grupos de cuatro equipos cada uno. El anfitrión Níger fue colocado en el Grupo A y asignada la posición A1, mientres los subcampeones de la edición 2017 Senegal fueron colocados en el Grupo B y ubicados en la posición B1 (Zambia, campeón del 2017 no clasificó). Los restantes seis equipos fueron colocados basados en los resultados del Campeonato Africano Sub-20 de 2017 (fase final y clasificatorias), y sorteados en cualquiera de las tres posiciones restantes de cada grupo.
| Asignados                                                                           | Bombo 1            | Bombo 2                                    |
| ----------------------------------------------------------------------------------- | ------------------ | ------------------------------------------ |
| - Níger (anfitrión, asignado como A1) - Senegal (subcampeón 2017, asignado como B1) | - Sudáfrica - Malí | - Ghana - Nigeria - Burkina Faso - Burundi |

## Árbitros
Un total de 12 árbitros centrales y 12 asistentes fueron escogidos para el torneo.
| Árbitros - Pacifique Ndabihawenimana - Antoine Effa - Souleiman Ahmed Djama - Amin Mohamed Amin Mohamed Omar - Peter Waweru - Boubou Traoré - Imtehaz Heeralall - Ali Mohamed Moussa - Jean Claude Ishimwe - Hassan Mohamed Hagi - Kokou Ntalé - Haythem Guirat | Árbitros asistentes - Luis Fernandes Barbosa - Jospin Luckner Malonga - Samir Gamal Saad Mohamed - Firmino Bassafim - Lionel Hasinjarasoa - Fabien Cauvelet - Mustapha Akerkad - Mathew Kanyanga - Abdoul Aziz Moctar Saley - Hamza Hagi Abdi - Dick Okello - Samuel Temesgin Atango |

## Primera fase
Los equipos se clasificaron según puntos (3 puntos por victoria, 1 punto por empate, 0 puntos por pérdida) y, si estaban empatados en puntos, se aplicaron los siguientes criterios de desempate, en el orden dado, para determinar las clasificaciones (artículo 71 del Reglamento):
1. Puntos en enfrentamientos directos entre los equipos empatados.
2. Diferencia de goles en partidos en enfrentamientos directos entre equipos empatados.
3. Los goles anotaron en enfrentamientos directos entre equipos empatados.
4. Si hay más de dos equipos empatados, y después de aplicar todos los criterios en enfrentamientos directos mencionados anteriormente, si un subconjunto de equipos aún están empatados, todos los criterios en enfrentamientos directos anteriores se vuelven a aplicar exclusivamente a este subconjunto de equipos.
5. Diferencia de goles en todos los partidos de grupo.
6. Goles anotados en todos los partidos de grupo.
7. Sorteo.

Los dos primeros de cada grupo pasaron a la siguiente ronda. Los horarios correspondieron a la hora local de Níger (UTC+1).
|  | Clasificado para la Copa Mundial de Fútbol Sub-20 de 2019 y las semifinales. |

### Grupo A
| Equipo    | Pts | PJ | PG | PE | PP | GF | GC | Dif |
| --------- | --- | -- | -- | -- | -- | -- | -- | --- |
| Nigeria   | 7   | 3  | 2  | 1  | 0  | 3  | 0  | 3   |
| Sudáfrica | 5   | 3  | 1  | 2  | 0  | 2  | 1  | 1   |
| Níger     | 2   | 3  | 0  | 2  | 1  | 4  | 5  | -1  |
| Burundi   | 1   | 3  | 0  | 1  | 2  | 3  | 6  | -3  |

| 2 de febrero de 2019, 16:30 | Níger      | 1:1 (0:0) | Sudáfrica  | Estadio General Seyni Kountché, Niamey |                              |
|                             | Goumey 62' | Reporte   | Mkhize 70' | Árbitro(s): Imtehaz Heeralal           | Árbitro(s): Imtehaz Heeralal |

| 2 de febrero de 2019, 19:30 | Nigeria                 | 2:0 (0:0) | Burundi | Estadio General Seyni Kountché, Niamey |                          |
|                             | Yahaya 55' · Effiom 71' | Reporte   |         | Árbitro(s): Antoine Effa               | Árbitro(s): Antoine Effa |

| 5 de febrero de 2019, 16:30 | Sudáfrica | 0:0     | Nigeria | Estadio General Seyni Kountché, Niamey |                          |
|                             |           | Reporte |         | Árbitro(s): Peter Waweru               | Árbitro(s): Peter Waweru |

| 5 de febrero de 2019, 19:30 | Burundi                                      | 3:3 (1:2) | Níger                                 | Estadio General Seyni Kountché, Niamey     |                                            |
|                             | Irakoze 45' · Ulimwengu 73' · Kanakimana 75' | Reporte   | Salou 18' · Amoustapha 42' · Sabo 56' | Árbitro(s): Amin Mohamed Amin Mohamed Omar | Árbitro(s): Amin Mohamed Amin Mohamed Omar |

| 8 de febrero de 2019, 16:30 | Níger | 0:1 (0:0) | Nigeria      | Estadio General Seyni Kountché, Niamey |                           |
|                             |       | Reporte   | Alhassan 73' | Árbitro(s): Boubou Traoré              | Árbitro(s): Boubou Traoré |

| 8 de febrero de 2019, 16:30 | Sudáfrica      | 1:0 (1:0) | Burundi | Estadio de Maradi, Maradi  |                            |
|                             | Roux 9' (pen.) | Reporte   |         | Árbitro(s): Haythem Guirat | Árbitro(s): Haythem Guirat |

### Grupo B
| Equipo       | Pts | PJ | PG | PE | PP | GF | GC | Dif |
| ------------ | --- | -- | -- | -- | -- | -- | -- | --- |
| Senegal      | 9   | 3  | 3  | 0  | 0  | 9  | 1  | 8   |
| Malí         | 6   | 3  | 2  | 0  | 1  | 2  | 2  | 0   |
| Ghana        | 3   | 3  | 1  | 0  | 2  | 2  | 3  | -1  |
| Burkina Faso | 0   | 3  | 0  | 0  | 3  | 1  | 8  | -7  |

| 3 de febrero de 2019, 16:30 | Senegal             | 2:0 (0:0) | Malí | Estadio de Maradi, Maradi  |                            |
|                             | Lopy 71' · Ndaw 90' | Reporte   |      | Árbitro(s): Guirat Haythem | Árbitro(s): Guirat Haythem |

| 4 de febrero de 2019, 16:30 | Burkina Faso | 0:2 (0:1) | Ghana           | Estadio de Maradi, Maradi      |                                |
| |              | Reporte   | Lomotey 41' 77' | Árbitro(s): Mohamed Ali Moussa | Árbitro(s): Mohamed Ali Moussa |
| El partido se programó originalmente para el 3 de febrero de 2019 a las 19:30 hora local, pero se pospuso para el día siguiente debido a problemas mecánicos relacionados con los reflectores del estadio y el clima. |              |           |                 |                                |                                |

| 6 de febrero de 2019, 13:30 | Malí          | 1:0 (0:0) | Burkina Faso | Estadio de Maradi, Maradi         |                                   |
|                             | M. Traoré 52' | Reporte   |              | Árbitro(s): Souleiman Ahmed Djama | Árbitro(s): Souleiman Ahmed Djama |

| 6 de febrero de 2019, 16:30 | Ghana | 0:2 (0:1) | Senegal       | Estadio de Maradi, Maradi       |                                 |
|                             |       | Reporte   | Badji 11' 45' | Árbitro(s): Jean Claude Ishimwe | Árbitro(s): Jean Claude Ishimwe |

| 9 de febrero de 2019, 16:30 | Senegal                                                  | 5:1 (3:1) | Burkina Faso | Estadio de Maradi, Maradi       |                                 |
|                             | A. N'Diaye 8' 42' · Diallo 35' · Badji 50' · Niang 90+3' | Reporte   | Tapsoba 33'  | Árbitro(s): Hassan Mohamed Hagi | Árbitro(s): Hassan Mohamed Hagi |

| 9 de febrero de 2019, 16:30 | Malí      | 1:0 (0:0) | Ghana | Estadio General Seyni Kountché, Niamey |                                       |
|                             | Drame 53' | Reporte   |       | Árbitro(s): Pacifique Ndabihawenimana  | Árbitro(s): Pacifique Ndabihawenimana |

## Fase final
En la fase final, el tiempo extra y lanzamientos penales fueron usados para decidir al ganador si era necesario, excepto para el partido por el tercer puesto donde los lanzamientos penales (sin tiempo extra) fueron usados para decidir al ganador si era necesario.

### Cuadro
|  | Semifinales            | Semifinales            |       |                        | Final                  | Final |  |
|  |                        |                        |       |                        |                        |       |  |
|  |                        |                        |       |                        |                        |       |  |
|  | 13 de febrero - Niamey |                        |       |                        |                        |       |  |
|  | Nigeria                | 1 (3)                  |       |                        |                        |       |  |
|  | Malí (p.)              | 1 (4)                  |       |                        |                        |       |  |
|  |                        |                        |       |                        |                        |       |  |
|  |                        |                        |       |                        | 17 de febrero - Niamey |       |  |
|  |                        |                        |       |                        | Malí (p.)              | 1 (3) |  |
|  |                        | Senegal                | 1 (2) |                        |                        |       |  |
|  |                        |                        |       |                        |                        |       |  |
|  |                        |                        |       |                        |                        |       |  |
|  |                        |                        |       |                        | Tercer lugar           |       |  |
|  | 13 de febrero - Niamey | 13 de febrero - Niamey |       | 16 de febrero - Niamey | 16 de febrero - Niamey |       |  |
|  | Senegal                | 1                      |       | Nigeria                | 0 (3)                  |       |  |
|  | Sudáfrica              | 0                      |       |                        | Sudáfrica (p.)         | 0 (5) |  |

### Semifinales
| 13 de febrero de 2019, 16:30 | Nigeria                                     | 1:1 (1:1, 0:0) (t. s.)(3:4 p.) | Malí                                           | Estadio General Seyni Kountché, Niamey     |                                            |
|                              | Durugbor 87'                                | Reporte                        | M. Traoré 79'                                  | Árbitro(s): Amin Mohamed Amin Mohamed Omar | Árbitro(s): Amin Mohamed Amin Mohamed Omar |
|                              |                                             | Tiros desde el punto penal     |                                                |                                            |                                            |
|                              | Ozornwafor · Udo · Muhammad · Effiom · Okon |                                | B. Traoré · L. N'Diaye · Dramé · Diaby · Touré |                                            |                                            |

| 13 de febrero de 2019, 19:30 | Senegal          | 1:0 (0:0) | Sudáfrica | Estadio General Seyni Kountché, Niamey |                                       |
|                              | Khupe 70' (a.g.) | Reporte   |           | Árbitro(s): Pacifique Ndabihawenimana  | Árbitro(s): Pacifique Ndabihawenimana |

### Tercer puesto
| 16 de febrero de 2019, 16:30 | Nigeria                               | 0:0 (3:5 p.)               | Sudáfrica                                   | Estadio General Seyni Kountché, Niamey |                                |
|                              |                                       | Reporte                    |                                             | Árbitro(s): Mohamed Ali Moussa         | Árbitro(s): Mohamed Ali Moussa |
|                              |                                       | Tiros desde el punto penal |                                             |                                        |                                |
|                              | Alhassan · Muhammad · Effiom · Zaruma |                            | Khupe · Le Roux · Ncamani · Modise · Mkhize |                                        |                                |

### Final
| 17 de febrero de 2019, 16:30 | Malí                                    | 1:1 (1:1, 1:0) (t. s.)(3:2 p.) | Senegal                                   | Estadio General Seyni Kountché, Niamey |                            |
|                              | B. Traoré 16'                           | Reporte                        | A. N'Diaye 75'                            | Árbitro(s): Guirat Haythem             | Árbitro(s): Guirat Haythem |
|                              |                                         | Tiros desde el punto penal     |                                           |                                        |                            |
|                              | B. Traoré · L. N'Diaye · Diaby · Samaké |                                | Lopy · Mendy · Diack · A. N'Diaye · Niang |                                        |                            |

| Bandera de Mali |
| Campeón Malí    |
| 1.er título     |

## Clasificados a la Copa Mundial de Fútbol Sub-20 Polonia 2019
| Bandera de Mali | Bandera de Senegal | Bandera de Nigeria | Bandera de Sudáfrica |
| Malí            | Senegal            | Nigeria            | Sudáfrica            |
| --------------- | ------------------ | ------------------ | -------------------- |

## Goleadores
| Jugador            | Equipo  | Goles |
| ------------------ | ------- | ----- |
| Youssouph Badji    | Senegal | 3     |
| Amadou Dia N'Diaye | Senegal | 3     |
| Daniel Lomotey     | Ghana   | 2     |
| Mamadou Traoré     | Malí    | 2     |